# Mont Niénokoué
Mont Niénokoué är ett berg i Elfenbenskusten. Det ligger i distriktet Bas-Sassandra, i den sydvästra delen av landet, 260 km sydväst om huvudstaden Yamoussoukro. Toppen på Mont Niénokoué är 396 meter över havet.